# Louis-Anne Dubreil
Pour les articles homonymes, voir Dubreil.
Ne doit pas être confondu avec Louis Dubreuil, Louis Dubreuilh ou Louis Dubreuil-Chambardel.
Louis-Anne Dubreil, né le 16 janvier 1808 à Toulouse et mort le 13 janvier 1880 à Avignon, est un prélat français, évêque de Vannes puis archevêque d'Avignon.

## Biographie
À l’issue de brillantes études littéraires au séminaire de l’Esquile, il a étudié la théologie auprès des Messieurs de Saint-Sulpice. À un très jeune âge, il a été nommé professeur de rhétorique au séminaire de Polignan. Plus tard il est passé en la même qualité au séminaire de Toulouse, puis à l’École de Sorrèze, où il a aussi enseigné la philosophie.
Pendant qu’il était encore à Polignan, sur l’invitation de Paul-Thérèse-David d'Astros, il a présenté à l’Académie des Jeux Floraux deux pièces de vers David et un Ange et le Jugement d’Isaure, qui ont été couronnées le même jour. L’archevêque est allé lui-même à la séance du 3 mai recevoir ces couronnes pour les remettre au jeune lauréat.
En 1842, appelé à diriger le petit séminaire de Saint-Pons du diocèse de Montpellier, qu’il a élevé, malgré les difficultés, à une grande prospérité. Il s’est montré un esprit pratique et un parfait administrateur, à la suite de quoi il a été nommé vicaire-général et chanoine titulaire du même diocèse de Montpellier, tout en lui conservant la direction de son établissement.
Pendant le choléra de 1854, il n’a pas craint d’aller, par trois fois, à plusieurs lieues de la ville de Saint-Pons, porter les consolations et les espérances chrétiennes aux malades atteints par la pandémie.
En 1861, l’empereur Napoléon III l’a nommé au siège de Vannes, en remplacement de Charles-Jean de La Motte de Broons de Vauvert. En deux ans, il a réglé par une ordonnance la hiérarchie de son clergé suivant la pensée du Concile de Trente, il a acquis un grand séminaire, et préparé par de généreux dons et de sages règlements, l’œuvre poursuivie par ses successeurs, la reconstruction du sanctuaire de Sainte-Anne d’Auray.
Devenu archevêque d’Avignon, il a créé l’orphelinat agricole de Saint-Anne. Dès la première année de son épiscopat, il a été appelé à faire partie du Conseil supérieur de l'instruction publique. L’Académie des Jeux Floraux, dont il a été quatre fois lauréat, a mis son nom à côté de plus d’un nom illustre sur le livre d’or où sont inscrits, avec le titre de maitre, ceux qui ont conquis trois de ses couronnes.
En 1877, il est nommé chanoine d'honneur de Fréjus par l'évêque du diocèse Ferdinand de Terris. Il fut également nommé prélat assistant au trône pontifical, et comte romain.

## Distinctions
- Officier de la Légion d'honneur (11 aout 1866)[3]
- Grand-croix de l'ordre d'Isabelle la Catholique (9 octobre 1875)[2]

## Armes
Tranché : d'or au rameau d'olivier de sinople, et d'azur à la croix tréflée d'or.

## Publications
- Paroles prononcées par Mgr l’archevêque d’Avignon à l’inauguration du nouveau sanctuaire de Sainte-Anne d’Auray.
- Discours prononcé à la distribution des prix du séminaire de St-Pons.
- Circulaire du P. L. Gigaud, en date du 18 août 1873, et lettre de Mgr L.-A. Dubreil, au sujet du pèlerinage de Notre-Dame de Lumières.
- Paroles prononcées par Mgr l’archevêque d’Avignon (Dubreuil), à l’inauguration du nouveau sanctuaire de Ste Anne d’Auray.
- Discours prononcé à la distribution des prix du séminaire de Saint-Louis.
- Discours prononcé par Mgr l’évêque de Vannes.
- Poésies dédiées à ses élèves, 1847.
- De l’Utilité d’une histoire nationale. Discours prononcé à la distribution des prix du séminaire de Saint-Pons, 1850.
- Colomb dans les fers, ode, 1853.
- Discours prononcé par M. l’abbé Dubreil,… supérieur du séminaire de Saint-Pons, à la distribution des prix… 26 juillet 1853, 1853.
- Discours prononcé par M. l’abbé Dubreil, vicaire-général, supérieur du séminaire de Saint-Pons, à la distribution des prix… le 27 juillet 1854, 1854.
- De l’Utilité d’une histoire nationale. Discours prononcé à la distribution des prix du séminaire de Saint-Pons, 1856.
- Poésies, par M. l’abbé Dubreuil, 1857.
- Discours prononcé par M. l’abbé Dubreil, vicaire-général, supérieur du séminaire de Saint-Pons, à la distribution des prix… le 27 juillet 1854, 1857.
- Poésies, 1858.
- Discours prononcé par M. l’abbé Dubreil, vicaire-général, supérieur du séminaire de Saint-Pons, à la distribution des prix… 26 juillet 1858, 1858.
- Discours, par M. l’abbé Dubreil, 1860.
- Académie des jeux floraux. Remercîment de M. l’abbé Dubreuil lu à la séance du 3 mai 1860, 1860.
- Fragments, par M. l’abbé Dubreil. Concordat. - Pourquoi Dieu permet que les grands hommes fassent des fautes. - Péroraison, 1860.
- Académie des jeux floraux. Éloge de Clémence Isaure, lu en séance publique, le 3 mai 1861, 1861.
- Discours prononcé par Mgr l’évêque de Vannes au concours agricole de Korn-er-Houet, 1863.
- Éloge de Clémence Isaure, 1863.
- Académie des jeux floraux. Éloge de Clémence Isaure lu en séance publique, le 3 mai 1863, 1863.
- Discours prononcé par Mgr. l’Évêque de Vannes au concours agricole de Korn-er-Houet, 1863.
- Circulaire pour recommander l’emprunt pontifical, 1864.
- Rome est à Dieu !, 1866. Extrait des Poésies.
- Discours [sur la grandeur de l’agriculture] prononcé par Mgr l’archevêque d’Avignon au concours agricole de Carpentras, le 15 septembre 1867, 1867.
- Discours prononcé par Mgr l’archevêque d’Avignon au couronnement de Notre-Dame de l’Osier, le 9 septembre 1873, 1873.
- Paroles prononcées par Mgr l’archevêque à la cérémonie des funérailles de M. l’abbé Trouchet, supérieur du petit-séminaire de Sainte-Garde, 1874.
- Ode qui a remporté le prix de l’année au concours de la Société archéologique de Béziers, le 5 mai 1853, 1876.
- Vision de Colomb, ode qui a obtenu un souci réservé à l’Académie des jeux floraux, le 3 mai 1839, 1876.
- Programme de la solennité du couronnement de sainte Anne, qui doit avoir lieu à Apt, le 9 septembre prochain 1877, 1877.
- Paroles prononcées au mariage de M. et Mme Arrès, par Mgr l’archevêque d’Avignon, leur oncle, dans l’église de Villeneuve, le 17 décembre 1874, 1878.
- Discours de Mgr l’archevêque à la distribution des prix du petit séminaire d’Avignon, le 23 juillet 1879, 1879.
- Discours prononcé par Monseigneur l’archevêque d’Avignon à l’île de Lérins, en la cérémonie de la bénédiction abbatiale du R. P. Gérard, abbé de Sénanque, 1879.
- Œuvres pastorales de Sa Grandeur Monseigneur Louis-Anne Dubreil, archevêque d’Avignon 1871-1879, 1880.
- Les Auteurs classiques de l’antiquité païenne doivent-ils être bannis de l’enseignement au point de vue religieux, doivent-ils l’être au point de vue littéraire ? Discours prononcé à la distribution des prix du séminaire de Saint-Pons, par M. Dubreuil, 1886.